# Maligna (romance de Gregory Maguire)
Maligna: A História Não Contada das Bruxas de Oz (Wicked: The Life and Times of the Wicked Witch of the West) é um romance americano escrito por Gregory Maguire, publicado em 1995, com ilustrações de Douglas Smith. Trata-se do primeiro volume da série The Wicked Years, que foi posteriormente expandida com as sequências Son of a Witch (O Filho Da Bruxa, lançado em setembro de 2005), A Lion Among Men (Um Leão Entre Homens, outubro de 2008) e Out of Oz (Fora de Oz, novembro de 2011).
O livro apresenta uma releitura sombria e voltada para o público adulto do universo criado por L. Frank Baum em The Wonderful Wizard of Oz (O Maravilhoso Mágico de Oz, 1900), suas continuações e a icônica adaptação cinematográfica de 1939.
Narrado como uma biografia fictícia da Bruxa Má do Oeste, aqui chamada de Elphaba, a história acompanha sua trajetória desde o nascimento até os últimos dias. Maguire reconstrói a figura tradicionalmente vilanesca sob uma perspectiva mais empática, explorando questões como a origem do mal, o debate entre natureza e criação, além de temas como terrorismo, propaganda e propósito existencial.
Em 2003, o romance foi adaptado para o aclamado musical da Broadway Wicked, vencedor do Tony Award. Esse musical, por sua vez, serviu de base para uma adaptação cinematográfica dividida em duas partes: a primeira chegou aos cinemas em novembro de 2024, com a segunda prevista para novembro de 2025.

## Antecedentes
Gregory Maguire começou a refletir sobre a natureza do mal enquanto vivia em Londres no início da década de 1990. Ele percebeu que, embora o problema do mal já tivesse sido analisado sob diversas perspectivas, essas abordagens raramente eram integradas em uma visão unificada. Maguire questionou se rotular alguém como "mau" poderia, por si só, desencadear uma profecia autorrealizável:
"Se todos constantemente o chamassem por um nome negativo, quanto disso você acabaria internalizando? Até que ponto você diria: 'Tudo bem, que seja; serei tudo o que dizem que sou, porque não tenho como mudar suas opiniões, então por que tentar? Pelos padrões de quem devo viver?'"
Ele também foi influenciado pelo chocante caso do assassinato de James Bulger, ocorrido em 1993, em que tanto a vítima quanto os perpetradores eram crianças.
"Todos perguntavam: como esses meninos podiam ser tão cruéis? Eles nasceram maus ou foram as circunstâncias que os moldaram? Esse questionamento me trouxe de volta à questão do mal, algo que atormenta qualquer pessoa criada como católica."
Até então, como autor exclusivamente de livros infantis, Maguire enfrentava dificuldades para abordar o tema do mal. Em sua visão, a literatura infantil raramente apresentava personagens genuinamente malignos. Porém, em um momento que ele mais tarde descreveria como "a grande revelação da minha vida", Maguire percebeu que vilões, de fato, existiam nesses livros, mas geralmente eram retratados de forma unidimensional, com o único propósito de provocar reações emocionais rápidas nos leitores jovens.
Ao ponderar sobre qual personagem explorar, veio-lhe à mente a Bruxa Má do Oeste, interpretada por Margaret Hamilton no filme da MGM, com sua famosa fala: "Eu vou pegar você, minha linda, e seu cachorrinho também!" A relação de Maguire com O Mágico de Oz era de longa data: ele tinha fascínio tanto pelo romance original de L. Frank Baum quanto pelo filme, que assistia religiosamente em suas transmissões anuais.
Maguire decidiu narrar a história de vida da Bruxa Má do Oeste em uma escala épica, inspirando-se nas amplas mensagens morais e no detalhamento narrativo encontrados nos romances de Charles Dickens.

## Temas

### A Natureza do Mal
Segundo Maguire, Wicked é, sobretudo, uma reflexão sobre a empatia com aqueles que são marginalizados. O Gazette descreveu a obra como "um conto de advertência... sobre o que acontece quando, enquanto sociedade, decidimos rotular qualquer pessoa que se desvia da norma como má."
Antes de escrever Wicked, Maguire demonstrou interesse em explorar a natureza do mal a partir da perspectiva de alguém considerado maligno. Ele destacou que, embora L. Frank Baum tenha evitado o uso de personagens tradicionais de contos de fadas ao criar o romance original, a Bruxa Má do Oeste foi a única exceção, apresentada como o arquétipo clássico de "uma bruxa em seu castelo", sendo a maldade sua característica predominante.
O romance propõe a reflexão sobre se o mal é uma condição inata ou algo adquirido. Elphaba, a protagonista, é uma figura socialmente excluída, apesar de sua origem nobre. Sua condição a leva a questionar o quanto ela realmente controla o próprio destino, enquanto busca entender sua identidade em meio ao preconceito e à rejeição social.

### Propaganda e Terrorismo
Escrevendo para The American Experience, Rebecca Onion descreveu Wicked como "uma longa meditação sobre poder e política". Maguire destacou as conexões entre as palavras wicked (maligno) e "Hitler", afirmando que a escolha do título não foi acidental. Ele relembrou uma manchete de 1991 que comparava Saddam Hussein a Adolf Hitler, o que lhe permitiu sentir pessoalmente o impacto emocional da propaganda. Maguire explicou que seu objetivo era examinar a linguagem e as estratégias propagandísticas usadas para justificar a força bruta contra indivíduos ou minorias que se opõem ao sistema ou à guerra.
No livro, um dos pilares da agenda do Mágico é a subjugação dos Animais sencientes. Madame Morrible apoia essa ideologia com o uso de um poema moralista, o "quell", que promove a aceitação dessa opressão. No entanto, Elphaba rapidamente percebe a verdadeira natureza dessa propaganda.
A análise feita pelo site Tor ressaltou que o terrorismo, seja praticado pelo estado ou contra ele, ocupa um papel central na segunda metade da história. O Mágico recorre a uma força policial secreta chamada Gale Force, comparável à SS nazista, que usa violência para implementar seu regime totalitário. Por outro lado, Elphaba também recorre ao terrorismo como meio de resistência, embora evite deliberadamente ações que possam prejudicar crianças.

### Propósito de Vida
Católico devoto, Maguire recordava das freiras que ensinavam nas escolas católicas de sua infância em Albany, Nova York. Ele admirava o senso de propósito e a dedicação delas às suas causas, descrevendo como sua integridade e aura de mistério as tornavam quase como bruxas em sua imaginação infantil.
Elphaba, a protagonista, encontra seu próprio propósito enquanto estudante na Universidade Shiz. O assassinato de seu professor favorito, Dr. Dillamond, um Animal senciente, desperta nela a determinação de lutar pelos direitos dos Animais. Ao longo da narrativa, seu comprometimento com essa causa se intensifica, levando-a a se tornar uma exilada política, marcada por suas convicções e pela resistência ao sistema opressor que combate.

## Enredo Resumido
Na terra de Oz, Melena Thropp, esposa de um ministro, dá à luz uma filha chamada Elphaba. Desde o nascimento, Elphaba é notável por sua pele verde, dentes afiados, comportamento selvagem e medo de água. A narrativa acompanha sua infância difícil e, posteriormente, avança para seus anos na Universidade Shiz, onde ela divide o quarto com Galinda, uma jovem ambiciosa destinada a se tornar Glinda, a boa bruxa.
Enquanto estudam em Shiz, as duas descobrem que Oz está imersa em tensões políticas. Madame Morrible, a poderosa diretora da universidade, sugere que Elphaba e Glinda trabalhem nos bastidores para ajudar a estabilizar a situação. No entanto, Elphaba opta por uma abordagem mais direta. Ela e Glinda viajam para a Cidade das Esmeraldas para confrontar o Mágico. Quando suas preocupações são ignoradas, Elphaba decide agir por conta própria, entrando para um grupo terrorista clandestino que opera na capital.
Cinco anos depois, Elphaba reencontra Fiyero, um antigo colega de Shiz que agora é casado e pai de três filhos. Os dois iniciam um caso amoroso. Quando Elphaba tenta assassinar Madame Morrible, Fiyero é capturado pela polícia secreta do Mágico no esconderijo de Elphaba. Sentindo-se culpada, Elphaba busca refúgio em um convento. Sete anos depois, ela visita a família de Fiyero em seu castelo, Kiamo Ko, na esperança de obter perdão. Ela traz consigo Liir, seu filho com Fiyero. Embora seja aceita como hóspede, Sarima, esposa de Fiyero, se recusa a ouvir suas desculpas. Durante sua estadia, Elphaba encontra o Grimmerie, um livro de feitiços, e começa a estudar magia, ganhando a reputação de bruxa.
O pai de Elphaba pede sua ajuda com Nessarose, sua irmã, que também se tornou uma bruxa e assumiu o posto de governante de Munchkinland, posição que deveria ser de Elphaba. Sem interesse em poder, Elphaba abdica de sua reivindicação. Nessarose promete a Elphaba seus sapatos de prata encantados após sua morte. Quando Elphaba retorna a Kiamo Ko, descobre que a família de Fiyero foi feita prisioneira pelas tropas do Mágico.
Anos depois, uma tempestade atinge Munchkinland, derrubando uma casa sobre Nessarose e matando-a. Dentro da casa estavam Dorothy Gale e seu cachorro Toto. Após a tragédia, Elphaba reencontra Glinda, que, temendo uma guerra civil em Munchkinland, entregou a Dorothy os sapatos de Nessarose. Indignada, Elphaba teme que os sapatos caiam nas mãos do Mágico, fortalecendo ainda mais seu controle político.
Elphaba se reúne com o Mágico para negociar a libertação da família de Fiyero em troca do Grimmerie. O Mágico revela que assassinou todos, exceto Nor, filha de Fiyero, que ele mantém como escrava. Ele confessa ser de outro mundo, o mesmo de onde veio o Grimmerie, e afirma que não está sujeito às leis de Oz. Determinada, Elphaba tenta completar seu antigo plano de matar Madame Morrible, apenas para descobrir que ela já havia morrido. Ao espancar o cadáver da velha, Elphaba descobre, por meio do Relógio do Dragão do Tempo, que o Mágico é seu pai biológico, tornando-a uma filha de dois mundos e, assim, destinada a nunca pertencer a lugar algum.
De volta a Kiamo Ko, Elphaba é avisada por Liir que o Mágico enviou Dorothy e seus companheiros em uma missão para matá-la. Quando Dorothy chega, Elphaba descobre que a garota veio pedir desculpas pela morte de Nessarose. Consumida pela frustração, Elphaba, sem querer, incendeia sua própria saia ao balançar sua vassoura em chamas. Dorothy tenta ajudá-la jogando um balde de água, mas isso acaba matando Elphaba, alérgica ao líquido.
Dorothy retorna à Cidade das Esmeraldas com uma garrafa verde que o Mágico reconhece como a poção usada para drogar Melena anos antes. Temendo por sua vida, ele foge de Oz para seu mundo natal, pouco antes de ser deposto e morto em um golpe de Estado. O livro termina com Oz mergulhado em caos político.

## Personagens Principais
Elphaba Thropp
A protagonista do livro, Elphaba é uma jovem de pele verde que eventualmente se torna conhecida como a Bruxa Má do Oeste. Mais tarde, descobre-se que ela é filha do Mágico de Oz. No universo de L. Frank Baum, a Bruxa Má do Oeste não possui um nome. Gregory Maguire criou o nome "Elphaba" a partir das iniciais de Baum: LFB.
Galinda Arduenna Upland (posteriormente Glinda)
Colega de quarto de Elphaba na Universidade Shiz, Galinda eventualmente se torna a Bruxa Boa do Norte. Inicialmente, as duas têm uma relação conflituosa, mas acabam desenvolvendo uma profunda amizade.
Nessarose Thropp
Irmã mais nova de Elphaba, Nessarose se torna conhecida como a Bruxa Má do Leste. Ela nasceu sem braços e é descrita como extremamente bela, sendo a preferida da família, o que gera ressentimento por parte de Elphaba.
Fiyero Tigelaar
Príncipe da tribo Arjiki, localizada em Vinkus, Fiyero conhece Elphaba durante seus anos na Universidade Shiz. Mais tarde, envolve-se romanticamente com ela enquanto ela participa do movimento de resistência contra o Mágico de Oz.
O Mágico de Oz
Principal antagonista da história, o Mágico é um humano que chegou a Oz vindo da Terra em um balão de ar quente. Inicialmente em busca do livro mágico Grimmerie, ele aproveita a oportunidade para orquestrar um golpe de estado e assumir o controle de Oz.
Madame Morrible
Diretora do Crage Hall na Universidade Shiz, onde Elphaba e Galinda estudam. Morrible é uma figura manipuladora e exerce grande influência nos bastidores da política em Oz.
Dr. Dillamond
Um Bode senciente e professor na Universidade Shiz, Dr. Dillamond é um mentor e inspiração para Elphaba. Ele é assassinado como parte da campanha do Mágico contra os Animais sencientes.
Melena Thropp
Mãe de Elphaba, Nessarose e Shell.
Frexspar
Marido de Melena e pai de Nessarose e Shell. Ele é um ministro itinerante, cujas crenças religiosas contrastam com o comportamento mais libertino de Melena.
Shell
O irmão mais novo de Elphaba e Nessarose, cuja importância na trama se desenvolve ao longo da história.

## Literatura Revisionista
Wicked é, à primeira vista, um romance revisionista paralelo a O Maravilhoso Mágico de Oz. O jornal The Independent comparou a obra a Wide Sargasso Sea e Wild Wood, posicionando-a como parte de um "fascinante subgênero de romances que revisitam histórias bem conhecidas, tanto como crítica quanto como homenagem".
Diferentemente de autores que aceitaram a estrutura moral tradicional das histórias de Oz, Gregory Maguire equilibra respeito pelos originais com um questionamento profundo dos valores que eles representam. O autor oferece uma perspectiva empática de uma personagem inicialmente vista como vilã, explorando sua trajetória de vida. Ele convida o leitor a compreender como "uma criança inocente, ainda que mordaz e inexperiente", pode se transformar em "uma terrorista com princípios morais".
Além disso, Maguire reconstrói a própria Terra de Oz. Em vez de mantê-la como um mundo simples e insular, ele a transforma em uma sociedade complexa, onde diferentes grupos sociais e agendas políticas se entrelaçam e competem, trazendo novas camadas de profundidade à narrativa original.

## Recepção
Wicked foi amplamente bem recebido pela crítica. A Publishers Weekly descreveu-o como uma "meditação fantástica sobre o bem e o mal, Deus e o livre-arbítrio", destacando sua combinação de "humor travesso e pessimismo revigorante". A Kirkus Reviews elogiou o romance como "um olhar cativante, engraçado e perspicaz sobre o destino, a responsabilidade pessoal e as crenças nem sempre conflitantes de fé e magia". O Library Journal recomendou o livro a "leitores exigentes que apreciam sátira e fantasia extremamente imaginativa e inteligente". O Los Angeles Times comparou favoravelmente Wicked a outros "romances de fantasia de ideias", como Gormenghast e Duna.
Por outro lado, o New York Times ofereceu uma visão dissidente. A crítica Michiko Kakutani apontou que Maguire "mostra pouco respeito pela história original de Baum", argumentando que Wicked "transforma um mundo maravilhosamente espontâneo de fantasia em um reino alegórico lúgubre, no qual tudo e todos recebem uma etiqueta de nome tópica".
Em 2024, o livro foi alvo de polêmica no Texas, sendo proibido pelo Distrito Escolar Independente de Katy. A justificativa alegava que o romance estava "adotando, apoiando ou promovendo a fluidez de gênero", mesmo que a política distrital afirmasse proteger os direitos dos alunos contra intimidações. Essa decisão gerou debates sobre liberdade de expressão e censura.

## Adaptações

### Musical
Em 2003, o romance Wicked foi adaptado para um musical da Broadway pelo compositor e letrista Stephen Schwartz, com libreto de Winnie Holzman. A produção foi realizada pela Universal Pictures, dirigida por Joe Mantello e coreografada por Wayne Cilento. Após sua estreia, o espetáculo conquistou grande sucesso, resultando em montagens de longa duração em cidades como Chicago, Londres, São Francisco e Los Angeles, além de adaptações na Alemanha e no Japão. O musical recebeu dez indicações ao prêmio Tony, vencendo três, e tornou-se o quarto espetáculo mais longevo da história da Broadway, com mais de 7.400 apresentações. A produção original contou com Idina Menzel como Elphaba e Kristin Chenoweth como Glinda.

### Filmes
Wicked (2024) e Wicked: For Good (2025)
Em setembro de 2010, a Universal Pictures anunciou que começaria a desenvolver uma adaptação cinematográfica do musical. Em dezembro de 2012, após o sucesso de Les Misérables, o produtor Marc Platt, que também havia trabalhado na versão teatral, confirmou que o projeto estava em andamento e visava um lançamento em 2016. Mais tarde, a Universal agendou o lançamento para 22 de dezembro de 2021, com Stephen Daldry na direção.
Entretanto, a produção foi interrompida devido à pandemia de COVID-19 em 2020. Daldry deixou o projeto por conflitos de agenda e foi substituído por Jon M. Chu. Cynthia Erivo e Ariana Grande foram escaladas para os papéis principais de Elphaba e Galinda, respectivamente, com Jonathan Bailey interpretando Fiyero.
A adaptação foi dividida em duas partes: o primeiro filme estreou em 22 de novembro de 2024, e a segunda parte está programada para 21 de novembro de 2025.

### História em quadrinhos
Em março de 2025, a William Morrow Paperbacks lançará o primeiro volume de uma adaptação em quadrinhos de Wicked, com ilustrações de Scott Hampton.